# さんまnoひろバァー
『さんまnoひろバァー』（さんまのひろバァー）は、1995年4月23日から9月24日までフジテレビ系列で毎週日曜13:00 - 13:30に放送されていたバラエティ番組である。番組タイトルが『たかじんnoばぁ〜』（読売テレビ）と似ているが、特に関連性があったわけではない。

## 概要
それまで同時間帯で放送されていた『あっぱれさんま大先生』が木曜ゴールデンタイムへ移動したため、同番組司会の明石家さんまを続投させる形で始まった。主な番組内容はコントやトークだった。

## 出演者

### レギュラー
- 明石家さんま
- 中村玉緒
- 浅田美代子

### ゲスト
- ラサール石井
- 小堺一機
- 研ナオコ
- ほか

## 遅れネット局
北海道の系列局・北海道文化放送では月曜19:30 - 20:00に放送されていた。また、石川県の系列局・石川テレビでは日曜23:00 - 23:30に放送されていた。

## 補足
この番組と同じメンバーが出演していた『さんま・玉緒・美代子のいきあたりばったり珍道中』（1998年 - 2005年、フジテレビ）は、この番組でのトークの中で発案された企画番組である。